# Breznica, Stropkov
Breznica este o comună slovacă, aflată în districtul Stropkov din regiunea Prešov, pe malul râului Ondava⁠(d). Localitatea se află la altitudinea de 175 m deasupra n.m., se întinde pe o suprafață de 9,93 km2 și în 2017 număra 828 de locuitori. Se învecinează cu Stropkov și Brusnica.

## Istoric
Localitatea Breznica este atestată documentar din 1404.

## Demografie
| An:                | 1994 | 2004    | 2014    | 2024   |
| ------------------ | ---- | ------- | ------- | ------ |
| Număr de persoane: | 645  | 725     | 813     | 849    |
| Diferență:         |      | +12,40% | +12,13% | +4,42% |

| An:                | 2023 | 2024   |
| ------------------ | ---- | ------ |
| Număr de persoane: | 848  | 849    |
| Diferență:         |      | +0,11% |